# Breitenbach am Herzberg
Pour les articles homonymes, voir Breitenbach.
Breitenbach am Herzberg est une municipalité allemande située dans le land de la Hesse et l'arrondissement de Hersfeld-Rotenburg.